# Kiso Seibutsugaku Kenkyūjo

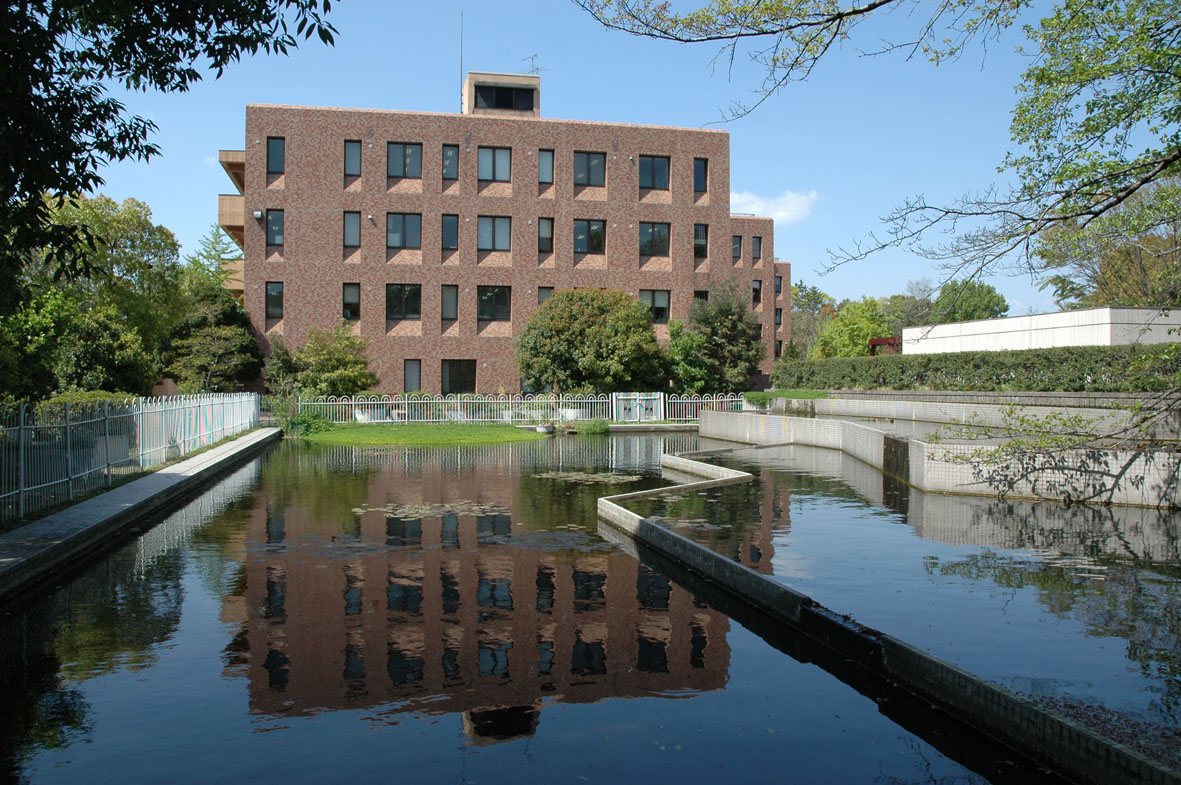
Eingang des Instituts

Das Kiso Seibutsugaku Kenkyūjo (jap. 基礎生物学研究所, „Nationales Forschungsinstitut für biologische Grundlagenforschung“, engl. National Institute for Basic Biology, kurz: NIBB) ist eine von fünf japanischen Forschungseinrichtungen, die zu den „Nationalen Forschungseinrichtungen für Naturwissenschaften“ (NINS) gehört. Die NINS wiederum ist als Körperschaft des öffentlichen Rechts Bestandteil einer „Dachorganisation für die Zusammenarbeit und interdisziplinäre Forschung von Universitäten“.
Das Forschungsinstitut für lebenswissenschaftliche Grundlagenforschung, das seinen Sitz im Stadtteil Myōdaiji in Okazaki, Präfektur Aichi hat, wurde im Mai 1977 als allgemeines Forschungsinstitut des Kultusministeriums (文部省, Monbushō) gegründet. 1981 wurde es mit dem Institute of Molecular Science zur „staatlichen und gemeinschaftlichen Forschungsorganisation Okazaki“ (岡崎国立共同研究機構) zusammengelegt. Im Zuge der Reorganisation wurde das Institut 2004 dann in eine Körperschaft umgewandelt und der Dachorganisation für naturwissenschaftliche Forschung untergeordnet.
Die Hauptaufgabe des Instituts besteht neben der Lehre in der interdisziplinären Grundlagenforschung mit Schwerpunkten auf den nachfolgenden sieben Forschungsgebieten:
1. Zellbiologie
2. Entwicklungsbiologie
3. Neurobiologie
4. Evolutionsbiologie und Biodiversität
5. Umweltbiologie
6. Theoretische Biologie
7. Bildgebungsverfahren

Das Institut arbeitet mit dem „Forschungszentrum für Radioisotope“ (ラジオアイソトープ実験センター) und dem Okazaki Institute for Integrative Bioscience (岡崎統合バイオサイエンスセンター) zusammen.